# Nederlands kampioenschap basketbal

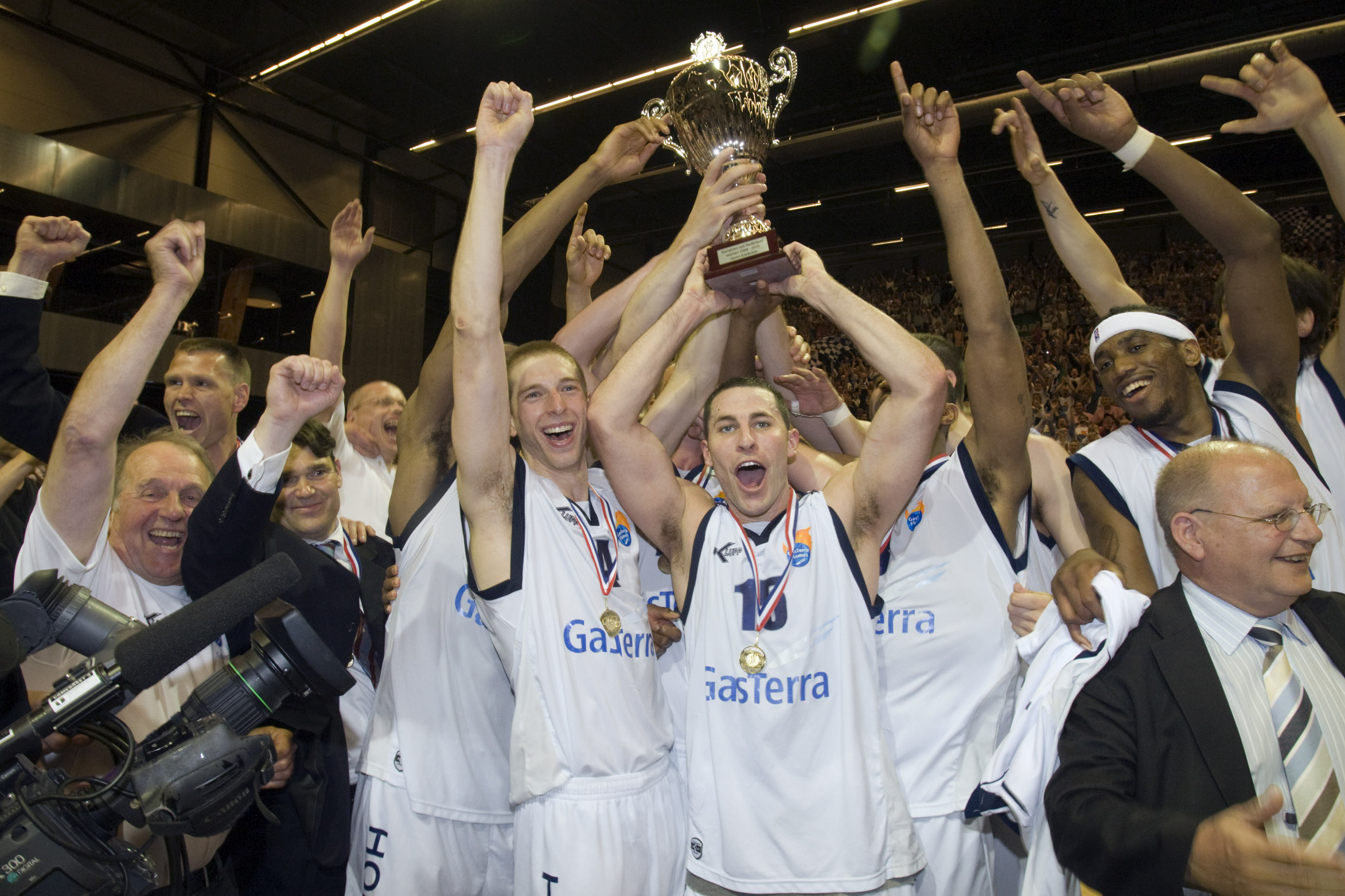
Spelers van GasTerra Flames (nu Donar) houden de beker vast in 2010

Onderstaande lijst geeft een overzicht van alle landskampioenen in de hoogste klasse van het Nederlands basketbal sinds 1946. Van 1960 tot 2021 is dit de eredivisie, sindsdien is dit de BNXT League.
Den Bosch heeft in totaal 17 titels gewonnen. Op het moment zijn er nog maar zes clubs die ooit landskampioen zijn geworden actief in de BNXT League: Den Bosch, Leiden, Donar en Landstede Hammers, Den Helder en Weert.

## Seizoensoverzichten (1945-1977)
In de eerste seizoenen van de Eredivisie werd de club met de meeste overwinningen in een seizoen landskampioen.
| Seizoen | Kampioen                 | Runner–up              |
| ------- | ------------------------ | ---------------------- |
| 1945–46 | DED                      |                        |
| 1946–47 | DED (2)                  |                        |
| 1947–48 | APGS                     |                        |
| 1948–49 | AMVJ                     |                        |
| 1949–50 | DED (3)                  |                        |
| 1950–51 | AMVJ (2)                 | The Arrows Rotterdam   |
| 1951–52 | DED (4)                  | Antilopen Haarlem      |
| 1952–53 | DED (5)                  | The Arrows Rotterdam   |
| 1953–54 | DED (6)                  | The Arrows Rotterdam   |
| 1954–55 | AMVJ (3)                 | SSD Delft              |
| 1955–56 | DED (7)                  | SSD Delft              |
| 1956–57 | The Wolves Amsterdam     | MSV Zeemacht           |
| 1957–58 | DED (8)                  | Blue Stars             |
| 1958–59 | Blue Stars               |                        |
| 1959–60 | The Wolves Amsterdam (2) |                        |
| 1960–61 | The Wolves Amsterdam (3) | Blue Stars             |
| 1961–62 | Landlust Amsterdam       |                        |
| 1962–63 | Landlust Amsterdam (2)   |                        |
| 1963–64 | The Wolves Amsterdam (4) |                        |
| 1964–65 | The Wolves Amsterdam (5) |                        |
| 1965–66 | Herly Amsterdam          |                        |
| 1966–67 | Eendracht Utrecht        | Landlust Amsterdam     |
| 1967–68 | Flamingo's Haarlem       |                        |
| 1968–69 | Punch                    | Blue Stars (2)         |
| 1969–70 | Blue Stars (3)           | RZ                     |
| 1970–71 | Flamingo's Haarlem (2)   | RZ                     |
| 1971–72 | Flamingo's Haarlem (3)   | Blue Stars             |
| 1972–73 | Flamingo's Haarlem (4)   | Raak Punch             |
| 1973–74 | RZ                       | Flamingo's Haarlem (5) |
| 1974–75 | Punch                    | RZ                     |
| 1975–76 | Amstelveen               | Flamingo's Haarlem     |
| 1976–77 | Amstelveen (2)           | Den Bosch              |

## Finales (1977-nu)
In het seizoen 1977/78 werden de play-offs geïntroduceerd en sindsdien wordt de landskampioen beslist in een finale-serie.
| ^ | Club won ook de NBB-Beker             |
| * | Club won ook de NBB-Beker en Supercup |

| Seizoen | Kampioen                                                                                        | Score                                                                                           | Finalist                                                                                        | Kampioenscoach                                                                                  | Play-offs MVP / Finale MVP                                                                      |
| ------- | ----------------------------------------------------------------------------------------------- | ----------------------------------------------------------------------------------------------- | ----------------------------------------------------------------------------------------------- | ----------------------------------------------------------------------------------------------- | ----------------------------------------------------------------------------------------------- |
| 1977–78 | Leiden                                                                                          | 2–1                                                                                             | Punch                                                                                           | Hennie Blom                                                                                     |                                                                                                 |
| 1978–79 | Den Bosch                                                                                       | 2–0                                                                                             | Leiden                                                                                          | Ton Boot                                                                                        |                                                                                                 |
| 1979–80 | Den Bosch                                                                                       | 2–0                                                                                             | Leiden                                                                                          | Ton Boot                                                                                        |                                                                                                 |
| 1980–81 | Den Bosch                                                                                       | 2–0                                                                                             | Leiden                                                                                          | Bill Sheridan                                                                                   |                                                                                                 |
| 1981–82 | Donar                                                                                           | 3–1                                                                                             | Den Bosch                                                                                       | Maarten van Gent                                                                                |                                                                                                 |
| 1982–83 | Den Bosch                                                                                       | 3–0                                                                                             | Hatrans Haaksbergen                                                                             | Ton Boot                                                                                        |                                                                                                 |
| 1983–84 | Den Bosch                                                                                       | 3–1                                                                                             | Leiden                                                                                          | Ton Boot                                                                                        |                                                                                                 |
| 1984–85 | Den Bosch                                                                                       | 3–0                                                                                             | Leiden                                                                                          | Jan Dekker                                                                                      |                                                                                                 |
| 1985–86 | Den Bosch                                                                                       | 3–2                                                                                             | Den Helder                                                                                      | Jan Dekker                                                                                      |                                                                                                 |
| 1986–87 | Den Bosch                                                                                       | 3–1                                                                                             | Den Helder                                                                                      | Jan Janbroers                                                                                   |                                                                                                 |
| 1987–88 | Den Bosch                                                                                       | 3–1                                                                                             | BS Weert                                                                                        | Jan Dekker                                                                                      |                                                                                                 |
| 1988–89 | Den Helder                                                                                      | 3–1                                                                                             | Den Bosch                                                                                       | Ton Boot                                                                                        |                                                                                                 |
| 1989–90 | Den Helder                                                                                      | 3–2                                                                                             | Den Bosch                                                                                       | Ton Boot                                                                                        |                                                                                                 |
| 1990–91 | Den Helder                                                                                      | 3–0                                                                                             | Den Bosch                                                                                       | Ton Boot                                                                                        |                                                                                                 |
| 1991–92 | Den Helder^                                                                                     | 3–2                                                                                             | Den Bosch                                                                                       | Ton Boot                                                                                        |                                                                                                 |
| 1992–93 | Den Bosch^                                                                                      | 4–2                                                                                             | BS Weert                                                                                        | Cor van Esch                                                                                    |                                                                                                 |
| 1993–94 | BS Weert                                                                                        | 4–2                                                                                             | Den Bosch                                                                                       | Olivier van Kempen                                                                              |                                                                                                 |
| 1994–95 | Den Helder                                                                                      | 4–1                                                                                             | GOBA Gorinchem                                                                                  | Meindert van Veen                                                                               |                                                                                                 |
| 1995–96 | Den Bosch                                                                                       | 4–2                                                                                             | Den Helder                                                                                      | Jos Wolfs                                                                                       |                                                                                                 |
| 1996–97 | Den Bosch                                                                                       | 4–3                                                                                             | Amsterdam                                                                                       | Jos Wolfs                                                                                       |                                                                                                 |
| 1997–98 | Den Helder                                                                                      | 4–3                                                                                             | Donar                                                                                           | Bob Gonnen                                                                                      |                                                                                                 |
| 1998–99 | Amsterdam Astronauts                                                                            | 4–3                                                                                             | Den Helder                                                                                      | Ton Boot                                                                                        |                                                                                                 |
| 1999–00 | Amsterdam Astronauts                                                                            | 4–1                                                                                             | Virtus Werkendam                                                                                | Ton Boot                                                                                        |                                                                                                 |
| 2000–01 | Amsterdam Astronauts                                                                            | 4–2                                                                                             | BS Weert                                                                                        | Ton Boot                                                                                        |                                                                                                 |
| 2001–02 | Amsterdam Astronauts                                                                            | 4–3                                                                                             | EiffelTowers Nijmegen                                                                           | Ton Boot                                                                                        |                                                                                                 |
| 2002–03 | EiffelTowers Nijmegen                                                                           | 4–1                                                                                             | Omniworld Almere                                                                                | Marco van den Berg                                                                              |                                                                                                 |
| 2003–04 | Donar                                                                                           | 4–2                                                                                             | Den Bosch                                                                                       | Ton Boot                                                                                        |                                                                                                 |
| 2004–05 | Amsterdam Astronauts                                                                            | 4–0                                                                                             | Landstede Basketbal                                                                             | Arik Shivek                                                                                     | Joe Spinks                                                                                      |
| 2005–06 | Den Bosch                                                                                       | 4–3                                                                                             | Donar                                                                                           | Randy Wiel                                                                                      |                                                                                                 |
| 2006–07 | Den Bosch                                                                                       | 4–0                                                                                             | Magixx                                                                                          | Randy Wiel                                                                                      |                                                                                                 |
| 2007–08 | Amsterdam                                                                                       | 4–3                                                                                             | Den Bosch                                                                                       | Arik Shivek                                                                                     |                                                                                                 |
| 2008–09 | Amsterdam                                                                                       | 4–3                                                                                             | Den Bosch                                                                                       | Arik Shivek                                                                                     |                                                                                                 |
| 2009/10 | Donar                                                                                           | 4–1                                                                                             | West-Brabant Giants                                                                             | Marco van den Berg                                                                              |                                                                                                 |
| 2010/11 | ZZ Leiden                                                                                       | 4–3                                                                                             | Donar                                                                                           | Toon van Helfteren                                                                              |                                                                                                 |
| 2011/12 | Den Bosch                                                                                       | 4–1                                                                                             | ZZ Leiden                                                                                       | Raoul Korner                                                                                    |                                                                                                 |
| 2012/13 | ZZ Leiden                                                                                       | 4–0                                                                                             | Aris Leeuwarden                                                                                 | Toon van Helfteren                                                                              |                                                                                                 |
| 2013/14 | Donar                                                                                           | 4–3                                                                                             | Den Bosch                                                                                       | Ivica Skelin                                                                                    | Arvin Slagter                                                                                   |
| 2014/15 | Den Bosch                                                                                       | 4–1                                                                                             | Donar                                                                                           | Sam Jones                                                                                       | Brandyn Curry                                                                                   |
| 2015/16 | Donar                                                                                           | 4–1                                                                                             | Landstede Basketbal                                                                             | Erik Braal                                                                                      | Lance Jeter                                                                                     |
| 2016/17 | Donar*                                                                                          | 4–1                                                                                             | Landstede Basketbal                                                                             | Erik Braal                                                                                      | Chase Fieler                                                                                    |
| 2017/18 | Donar^                                                                                          | 4–0                                                                                             | ZZ Leiden                                                                                       | Erik Braal                                                                                      | Brandyn Curry                                                                                   |
| 2018/19 | Landstede Basketbal                                                                             | 4–2                                                                                             | Donar                                                                                           | Herman van den Belt                                                                             | Kaza Kajami-Keane                                                                               |
| 2019/20 | Het seizoen werd vroegtijdig afgelast vanwege de Coronapandemie; er werd geen kampioen benoemd. | Het seizoen werd vroegtijdig afgelast vanwege de Coronapandemie; er werd geen kampioen benoemd. | Het seizoen werd vroegtijdig afgelast vanwege de Coronapandemie; er werd geen kampioen benoemd. | Het seizoen werd vroegtijdig afgelast vanwege de Coronapandemie; er werd geen kampioen benoemd. | Het seizoen werd vroegtijdig afgelast vanwege de Coronapandemie; er werd geen kampioen benoemd. |
| 2020/21 | ZZ Leiden                                                                                       | 3–0                                                                                             | Heroes Den Bosch                                                                                | Geert Hammink                                                                                   | Worthy de Jong                                                                                  |
| 2021/22 | Heroes Den Bosch                                                                                | 3–2                                                                                             | ZZ Leiden                                                                                       | Erik Braal                                                                                      | Thomas van der Mars                                                                             |
| 2022/23 | ZZ Leiden*                                                                                      | 3–2                                                                                             | Donar                                                                                           | Doug Spradley                                                                                   | Tommy Rutherford                                                                                |
| 2023/24 | ZZ Leiden                                                                                       | 3–1                                                                                             | Heroes Den Bosch                                                                                | Doug Spradley                                                                                   | Tajion Jones                                                                                    |
| 2024/25 | Heroes Den Bosch                                                                                | 3–0                                                                                             | ZZ Leiden                                                                                       | Erik Braal                                                                                      | Le'Tre Darthard                                                                                 |

## Finales per club (1977-nu)
Clubs in schuine tekst zijn inactief of opgeheven. Clubs in het vetgedrukt spelen nog steeds op het hoogste niveau.
| Club                | Stad             | Winst | Verlies | Jaren gewonnen                                                                                             | Jaren runner-up                                                        |
| ------------------- | ---------------- | ----- | ------- | --- | ---------------------------------------------------------------------- |
| Heroes ()           | 's-Hertogenbosch | 18    | 12      | 1979, 1980, 1981, 1983, 1984, 1985, 1986, 1987, 1988, 1993, 1996, 1997, 2006, 2007, 2012, 2015, 2022, 2025 | 1982, 1989, 1990, 1991, 1992, 1994, 2004, 2008, 2009, 2014, 2021, 2024 |
| Donar               | Groningen        | 7     | 6       | 1982, 2004, 2010, 2014, 2016, 2017, 2018                                                                   | 1998, 2006, 2011, 2015, 2019, 2023                                     |
| ABC Amsterdam       | Amsterdam        | 7     | 1       | 1999, 2000, 2001, 2002, 2005, 2008, 2009                                                                   | 1997                                                                   |
| ZZ Leiden           | Leiden           | 6     | 9       | 1978, 2011, 2013, 2021, 2023, 2024                                                                         | 1979, 1980, 1981, 1984, 1985, 2012, 2018, 2022, 2025                   |
| Den Helder          | Den Helder       | 6     | 4       | 1989, 1990, 1991, 1992, 1995, 1998                                                                         | 1986, 1987, 1996, 1999                                                 |
| Landstede Hammers   | Zwolle           | 1     | 3       | 2019 | 2005, 2016, 2017                                                       |
| BS Weert            | Weert            | 1     | 3       | 1994 | 1988, 1993, 2001                                                       |
| EiffelTowers        | Nijmegen         | 1     | 1       | 2003 | 2002                                                                   |
| LWD Basket          | Leeuwarden       | –     | 1       | – | 2013                                                                   |
| West-Brabant Giants | Bergen op Zoom   | –     | 1       | – | 2010                                                                   |
| Matrixx Magixx      | Nijmegen         | –     | 1       | – | 2007                                                                   |
| Goba                | Gorinchem        | –     | 1       | – | 1995                                                                   |
| Punch               | Delft            | –     | 1       | – | 1978                                                                   |
| BC Virtus           | Werkendam        | –     | 1       | – | 2000                                                                   |
| Pioneers            | Almere           | –     | 1       | – | 2003                                                                   |
| Tonego              | Haaksbergen      | –     | 1       | – | 1983                                                                   |

1. ↑  In 1957/58, speelden DED en Blue Stars in een best-of-three serie om het landskampioenschap.
2. 1 2  Als "MPC Capitals".
3. 1 2 3  Als "GasTerra Flames".
4. ↑  In 2003 stond Almere in de finale als "BC Omniworld".
5. ↑  In 1983 stond Tonego in de finale als "Hatrans Haaksbergen".

## Titels per coach
| Pos. | Coach              | Titels |
| ---- | ------------------ | ------ |
| 1    | Ton Boot           | 13     |
| 2    | Erik Braal         | 4      |
| 3=   | Arik Shivek        | 3      |
| 3=   | Jan Dekker         | 3      |
| 5=   | Marco van den Berg | 2      |
| 5=   | Toon van Helfteren | 2      |
| 5=   | Jos Wolfs          | 2      |
| 5=   | Randy Wiel         | 2      |
| 5=   | Doug Spradley      | 2      |